# Ernest Beluel
Ernest Beluel est un homme politique né le 21 février 1885 à Sète et décédé le 2 juillet 1942.

## Biographie
Il est élu député de la Haute-Garonne en 1928 sous les couleurs du Parti républicain, radical et radical-socialiste, mais n'est pas reconduit lors du scrutin de 1932. En 1938, il devient sénateur de ce département et siège au sein du groupe de la Gauche démocratique. 
Le 10 juillet 1940, il vote en faveur de la remise des pleins pouvoirs au maréchal Pétain. Il meurt avant la fin de la Seconde Guerre mondiale.

## Sources
- « Ernest Beluel », dans le Dictionnaire des parlementaires français (1889-1940), sous la direction de Jean Jolly, PUF, 1960 [détail de l’édition]